# Viburgo
Viborg (em dinamarquês: Viborg;  PRONÚNCIA) ou, na sua forma portuguesa, Viburgo é um município e uma cidade da Dinamarca, localizados no interior central da península da Jutlândia.

Tem uma área de 1408,9 km² e uma  população de 97 472 habitantes, segundo o censo de 2024.
O seu centro administrativo é a cidade de Viborg.
Pertence à Região da Jutlândia Central (Midtjylland).
Possui indústrias têxteis, alimentares e de tabaco.

A cidade de Viborg está situada no interior da península da Jutlândia, e localizada precisamente no centro da comuna.
Tem uma população de cerca de 42 234 habitantes (2023).

A sua principal atração turística, é a catedral do século XII.  

Até 1340 era nesta cidade que eram eleitos os monarcas dinamarqueses.